# Callisphyris leptopus
Callisphyris leptopus là một loài bọ cánh cứng trong họ Cerambycidae.